# Acollesis terminata
Acollesis terminata là một loài bướm đêm trong họ Geometridae.